# Аромашевське сільське поселення
Арома́шевське сільське поселення (рос. Аромашевское сельское поселение) — муніципальне утворення у складі Аромашевського району Тюменської області, Росія.
Адміністративний центр — село Аромашево.

## Населення
Населення — 5267 осіб (2020; 5425 у 2018, 5803 у 2010, 6113 у 2002).

## Склад
До складу поселення входять такі населені пункти:
| Населений пункт          | Населення, осіб (2002) | Населення, осіб (2010) |
| ------------------------ | ---------------------- | ---------------------- |
| Аромашево, село          | 5609                   | 5373                   |
| Балагани, присілок       | 5                      | 11                     |
| Большескаредна, присілок | 170                    | 127                    |
| Октябрський, селище      | 73                     | 33                     |
| Чигарьова, присілок      | 256                    | 259                    |